# Lovro von Matačić
Lovro von Matačić est un chef d'orchestre croate, né le 14 février 1899 à Sušak (aujourd'hui Rijeka en Croatie, alors Autriche-Hongrie) et mort le 4 janvier 1985 à Zagreb (Croatie, RFS de Yougoslavie).

## Biographie
Pur produit de la musique viennoise où il a été membre du Chœur de garçons de Vienne avant d'y étudier la musique, il est reconnu comme spécialiste de la musique germanique du XIXe siècle, en particulier d'Anton Bruckner, mais aussi de Piotr Ilitch Tchaïkovski. 
D'abord engagé comme répétiteur à Cologne, de 1916 à 1919, c'est dans cette ville qu'il fait ses débuts en 1919. Après la guerre, il travaille dans son pays natal, comme chef d'orchestre à Osijek (1919-1920) et à Novi Sad (1920-1922). Par la suite, il devient chef d'orchestre à l'Opéra de Ljubljana (1924-1926), de Belgrade (1926-1931) et de Zagreb (1932-1938). Il est alors nommé directeur général de la musique de l'Opéra de Belgrade (1938-1942). De 1942 à  1945, il dirige à l'Opéra de Vienne. Après la guerre, il participe à la fondation des festivals de Skopje et Dubrovnik. En 1956, il succède à Franz Konwitschny à la tête de la Staatskapelle de Dresde, fonction qu'il occupe jusqu'en 1958. À partir de ces années, il mène aussi une carrière de chef invité, revenant à l'Opéra de Vienne, et dirigeant aussi à la Scala de Milan en 1958, à l'Opéra de Chicago l'année suivante. Il est ensuite directeur général de la musique à l'Opéra de Francfort (1961-1966). En 1970, il revient en Yougoslavie où il est directeur de la musique à la Philharmonie de Zagreb jusqu'en 1980, tout en occupant les mêmes fonctions à la tête de l'Orchestre nationale de l'Opéra de Monte-Carlo (1973-1979).
Une invention originale de Matačić était une suite symphonique du Crépuscule des dieux sans paroles, avant que Lorin Maazel n'arrange en 1987 Le ring sans paroles qui est de nos jours fréquemment joué.  
De haute et massive silhouette, sa direction précise et dynamique était particulièrement appréciée au Japon. Grâce à ses liens de longue date avec l'Orchestre de la Philharmonie Tchèque, il fut le premier chef non-tchèque à diriger le traditionnel concert d'ouverture du Festival du Printemps de Prague en mai 1984.

## Répertoire
Il a été régulièrement invité par l'Orchestre philharmonique tchèque ou l'orchestre Philharmonia de Londres avec lequel il a dirigé à 84 ans un concert d'anthologie (Symphonie no 3 de Bruckner). Parmi ses enregistrements, on compte également La Veuve joyeuse (avec Elisabeth Schwarzkopf), Der Freischütz avec Gottlob Frick, ou encore une des versions de référence de Lohengrin, en live à Bayreuth (1959), avec Sándor Kónya, Elisabeth Grümmer, Rita Gorr, Ernest Blanc. Il a dirigé aussi l'Orchestre symphonique de Londres dans le Concerto pour violon no 1 op. 26  de Max Bruch et le Concerto pour violon no 1 de  Serge Prokofiev, tous deux avec David Oistrakh.